# Беатриса де Мельгёй
Беатриса де Мельгёй (Béatrice de Melgueil) (1124—1190) — графиня Мельгёя с 1132.
Единственный ребёнок Бернара IV де Мельгёя и его жены Гийлеметты де Монпелье, дочери сеньора Монпелье Гийлема V.
После смерти отца находилась под опекой дяди со стороны матери — Гийлема VI де Монпелье. Тот выдал её замуж за Беранже-Раймона, графа Прованса, который и стал управлять Мельгёем.
От него сын:
- Раймон Беренгер (1140-1166), с 1144 граф Прованса, виконт Родеза, Жеводана и Карладе, граф де Мельгёй.

После смерти Беранже-Раймона, последовавшей в 1144 году, Беатриса вышла замуж за Бернара II д’Алеса (ум. 1170/72), который стал править её графством под именем Бернара V. В этом браке родилось двое детей:
- Бертран Пеле (ум. 1191 или позже), сеньор Алеса.
- Эрмессенда Пеле (ум. в сентябре 1176 в результате болезни). Завещала все свои владения мужу.

В 1172 г. после смерти внучки - Дульсы Беатриса унаследовала её половину графства Мельгёй.
В том же году по не выясненным причинам лишила сына наследства и передала Мельгёй дочери, которая сначала вышла замуж за Пьера Бермона IV, сеньора де Сов и де Сомьер. Вторым её мужем стал старший сын и наследник графа Тулузы Раймонда V — Раймонд VI. Также Беатриса уступила графу Тулузы право чеканки монет - мельгёйских денье, при условии уплаты в её пользу 3 денье с ливра.
Бертран Пеле, чтобы вернуть наследство, принёс оммаж королю Арагона Альфонсу II, но не получил от него реальной помощи.
Графы Тулузы правили Мельгёем до 1211 года, когда во время Альбигойских войн папа Иннокентий III объявил графство конфискованным и передал его епископам Магелона.
В 1222 году Раймонд VII Тулузский отвоевал Мельгёй, но вернул его епископу согласно заключенному в 1224 г. в Монпелье договору.